# グラツィアーノ・デルリオ
グラツィアーノ・デルリオ（イタリア語: Graziano Delrio、1960年4月27日 - ）は、イタリアの政治家。

## 経歴
医学士を取得しており、イギリスやイスラエルでも勉強していた事がある。専門は内分泌学。大学卒業後はモデナ・レッジョ・エミリア大学の研究員として働いていた。
人民党に入党し、1999年にレッジョ・エミリア市の市議会議員となっている。
2002年、マルゲリータに入党した後、2004年にレッジョ・エミリア市の市長に当選し、2013年6月までその役職に就いた。マルゲリータ解党後は民主党結成に参画し、2011年にはイタリア地方自治体協会(ANCI)の会長に選出された。
2013年4月28日、レッタ内閣の無任所相(州・自治体担当)に就任。
2014年2月22日、レンツィ内閣の首相府次官(内閣官房長官)に抜擢される。2015年4月2日、辞任したマウリツィオ・ルーピ前インフラ整備交通相の後任に就任し、2016年12月に発足したジェンティローニ内閣でも留任。2018年6月1日にジェンティローニ内閣の終了とともに退任した。

## エピソード
- レンツィ内閣ではスポーツの責任者も務め、元サッカーイタリア代表監督のアリゴ・サッキがイタリア代表の育成年代に黒人選手が多すぎる、と発言した際には「30年前のイタリアと今のイタリアは違う」「若い選手の中には海外にルーツを持っている選手もいるが、彼らはイタリアで生まれ育ったれっきとしたイタリア市民だ」と声明を発表している[4]。サッカークラブのインテルファンである[5]。